# ピディオキシジル
ピディオキシジル（Pidioxidil）は、主に化粧品に用いられる成分の1つ。化粧品表示名称は、ピロリジニルジアミノピリミジンオキシド（Pyrrolidinyl Diaminopyrimidine Oxide）。主な成分用途は、パーマネント・ウェーブ用還元剤、ヘアコンディショニング剤である。
論文や公開特許で見られる別称としては、ミノキシジル誘導体、ミノキシジル近似成分、minoxidil analogue（ミノキシジル類似体）などが挙げられる。
FDA（アメリカ食品医薬品局）によるUNIIは「23GGI87A7F」である。
化粧品成分であるため、医薬品成分であるミノキシジルほどの効果効能（主に育毛）はもたない。代わりに、ミノキシジルと比較して副作用のリスクは低い。

## 製造 ・用途
化粧品でなく原料自体が製品化されたものとしては、Vivimed Labsが提供する『Vividine』などがある。国内では、富士フイルム和光純薬が「ピロリジニルジアミノピリミジンオキシド」の名称で取り扱うなどの事例が見られる。
NLM（アメリカ国立医学図書館）によれば、Triaminodil（トリアミノジル）の別称もある。しかし、現在ではこの名称よりPidioxidil（ピディオキシジル）が広く用いられている。原因の1つとして考えられることは、一部の企業がトリアミノジルを化粧品でなく食品に用い、この事実が科学誌で問題視されたことである（成分自体ではなく「食品に用いたこと」が問題となった）。
睫毛美容液（睫毛の成長促進を図る製品）には、2013年時点で使用されている。育毛剤（養毛料）では、2018年には使用されている。